# Абдугулов, Капиза
Капиза Абдугулов — советский хозяйственный, государственный и политический деятель, Герой Социалистического Труда.

## Биография
Родился 8 марта 1924 года. Член ВКП(б) с 1949 года.
Участник Великой Отечественной войны. Выпускник Казахского государственного сельскохозяйственного института. С 1949 года — на хозяйственной, общественной и политической работе. В 1949—1984 гг. — бухгалтер колхоза «Кызылту», на ответственных должностях в колхозе, председатель колхоза имени Мичурина Энбекшиказахского района Алма-Атинской области.
Указом Президиума Верховного Совета СССР от 30 апреля 1966 года присвоено звание Героя Социалистического Труда с вручением ордена Ленина и золотой медали «Серп и Молот».
Избирался депутатом Верховного Совета СССР 7-го и 8-го созывов.
Умер в 1991 году.
В честь К. Абдугулова была названа улица в Талгарском районе а также школа-гимназия № 34 в этом же районе.